# 广州华南商贸职业学院

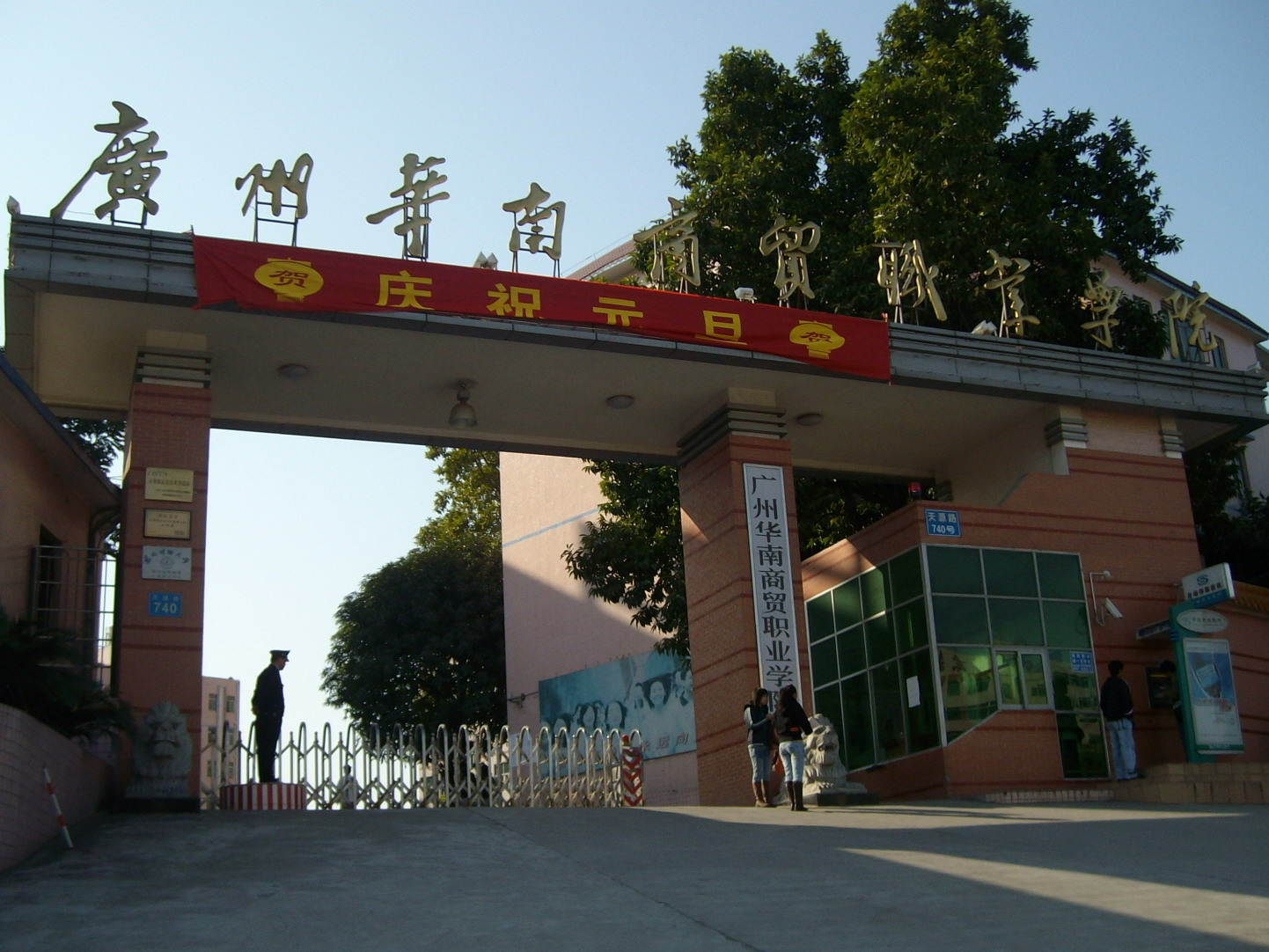
广州华南商贸职业学院正门（天河校区已经停止营运）

广州华南商贸职业学院是一所录取批次为3B的民办大学专科学院，原为广州工商管理专修学院，本校区位于广东省广州市白云区钟落潭镇健康城高校园区，规划占地面积900亩，校区一期建设306.9亩，投入使用建筑面积15.96万平方米；有35个专业，8个二级教学单位，教职工近500人。
学院董事长为许诚、许成宽和许成国，三人皆有商业背景。